# Eucera yunnanensis
Eucera yunnanensis är en biart som först beskrevs av Wu 2000.  Eucera yunnanensis ingår i släktet långhornsbin, och familjen långtungebin. Inga underarter finns listade i Catalogue of Life.